# Stephen Schneider (Klimatologe)

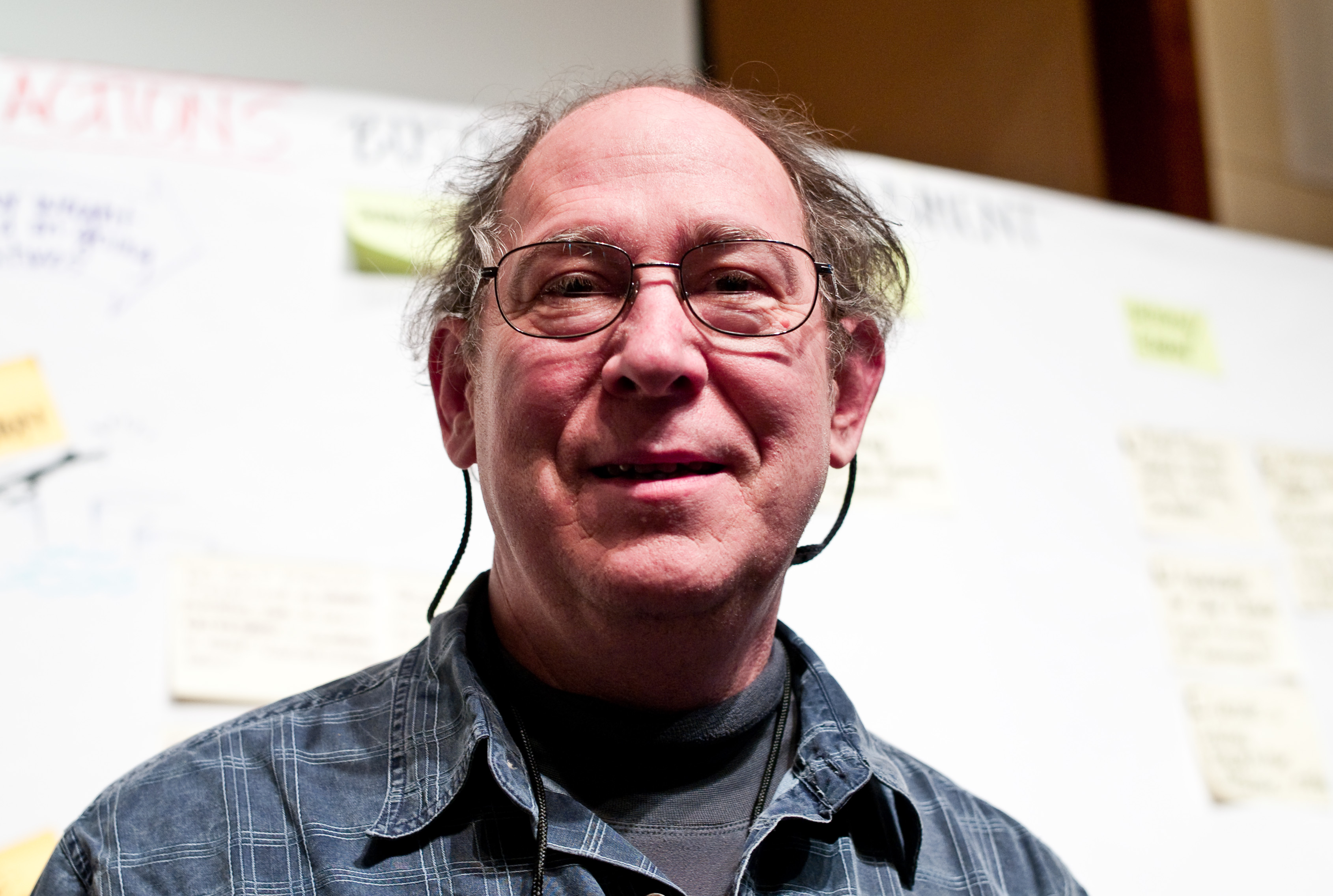
Stephen Schneider 2009

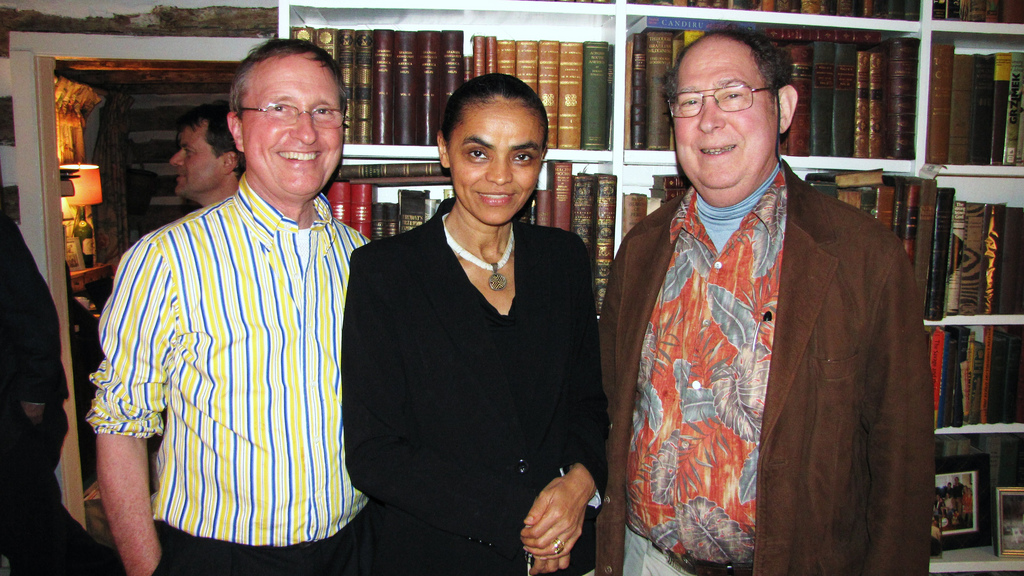
Stephen Schneider mit Marina Silva und Thomas Lovejoy (v. r. n. l.) 2010

Stephen Henry Schneider (* 11. Februar 1945 in New York City; † 19. Juli 2010, London, Großbritannien) war ein US-amerikanischer Plasmaphysiker und einer der international einflussreichsten Klimawissenschaftler seiner Zeit. Er war über 40 Jahre in der Klimaforschung tätig und hat über 450 wissenschaftliche Publikationen verfasst. Unter anderem war er einer der ersten Wissenschaftler, der sich mit Satellitendaten-basierten Klimamodellen zur Vorhersage des menschlichen Einflusses auf das globale Klima befasste. Schneider war seit dessen Gründung Mitglied des Weltklimarates IPCC und koordinierender Leitautor bei mehreren Sachstandsberichten. Er war Gründer und Herausgeber der Fachzeitschrift Climatic Change, Autor mehrerer Fachbücher und wissenschaftlicher Berater von acht US-Regierungen. Schon früh in seiner Karriere beschäftigte er sich mit der Frage, wie wissenschaftliche Erkenntnisse zum Klimawandel der Öffentlichkeit am besten vermittelt werden können. Er war ein engagierter Befürworter von Maßnahmen zum Klimaschutz und eine Leitfigur in der politischen Kontroverse um die globale Erwärmung. Nach Schneider ist der Stephen H. Schneider Award für herausragende Leistungen in Klimawissenschaftskommunikation benannt.

## Leben

### Jugend und Studium
Schneider wuchs auf Long Island, New York auf. Seit seiner Jugend interessierte er sich für Astronomie. Er studierte an der Columbia University in New York City zunächst Maschinenbau (Bachelor-Abschluss 1966) und im Masterstudium zusätzlich Plasmaphysik (Masterabschluss 1968). Nach den Studentenunruhen von 1968 wurde Schneider aufgrund seiner ausgewogenen Haltung zum stellvertretenden Vorsitzenden des neu etablierten studentischen Komitees im Senat der Universität gewählt.
Im Studium beschäftigte sich Schneider zunächst vor allem mit Raketenantrieben.

### Klimawandel und Klimamodelle
Der Earth Day 1970 lenkte sein Interesse auf den Klimawandel, welchen er als „Großmutter aller Umweltprobleme“ bezeichnete. Noch während seiner Zeit an der Columbia University besuchte er Seminare bei Joseph Smagorinsky und Ishtiaque Rasool, die sein Interesse an Klimamodellen weckten. Dies führte dazu, dass er nach seiner Promotion im Jahr 1971 in Maschinenbau und Plasmaphysik an das Goddard Institute for Space Studies der NASA wechselte, wo zeitgleich unter anderem auch James E. Hansen tätig war.
In den frühen 70er Jahren waren erstmals Satellitendaten zur Klimamodellierung sowie Computer zu deren Auswertung verfügbar, und zu dieser Zeit gab es noch fast niemanden, der sich mit Klimamodellen befasste.

### Rolle von Aerosolen
In seinen ersten Publikationen beschäftigte sich Schneider, gemeinsam mit Ishtiaque Rasool, mit der Auswirkung anthropogener Aerosole (Emissionen der Industrie, z. B. Rußpartikel) auf das globale Klima. Seine Ergebnisse auf der Basis der damaligen Evidenz und früher Methoden der Klimamodellierung führten ihn zunächst zu der Einschätzung, dass die kühlenden Effekte von Aerosolen möglicherweise die wärmenden Effekte von Treibhausgasen dominieren könnten, was eine globale Abkühlung zur Folge hätte. Eine Veröffentlichung hierzu in der Fachzeitschrift Science brachte ihm viel Aufmerksamkeit, Fehlinterpretationen und Kritik ein.
Wenige Jahre später zeigte sich, dass die kühlenden Effekte von Aerosolen sich nur regional auswirken, und der wärmende Effekt von Treibhausgasen global dominiert. Schneider war im Jahr 1975 der erste, der seine eigenen Ergebnisse von 1971 auf der Basis neuer empirischer Daten und mit Hilfe neuer Methoden der Klimamodellierung korrigierte. Später äußerte Schneider, dass er stolz darauf sei, gemeinsam mit Kollegen erkannt zu haben, warum ihre ersten Annahme unwahrscheinlich, und die entgegengesetzte Schlussfolgerung die bessere war. Er bezeichnete dies als ein „frühes Beispiel für wissenschaftlichen Skeptizismus in Aktion in der Klimatologie“.
Gemeinsam mit Cliff Mass befasste sich Schneider auch mit einer anderen Art von Aerosolen – durch Vulkanausbrüche emittierte Schwefelsäure – und ihrem Einfluss auf das Klima.

### Erste Erfahrungen mit den Medien
Im Zusammenhang mit seinem kontroversen Science-Artikel schrieb Schneider seinen wahrscheinlich ersten Leserbrief an die New York Times, der am 16. September 1971 veröffentlicht wurde. Er kritisierte darin den Autor eines Op-Ed-Artikels (einen Ingenieur) für seine „oft ungenauen und sicherlich irreführenden Schlussfolgerungen“. Dieser hatte unter anderem den Einfluss von Kohlenstoffdioxid auf die Lufttemperatur als „Idiotie“ bezeichnet und sich darüber lustig gemacht, dass die Menschheit nun entweder „zu Tode geröstet“ oder „zu Eis erstarren“ werde. Schneider legte dar, dass bisherige Forschungsergebnisse darauf hindeuten, dass Menschen über Aerosole und Treibhausgase das Klima beeinflussen können – man wisse nur noch nicht genau, welcher Effekt stärker sei. Er forderte mehr Forschung und eine internationale Zusammenarbeit zu dem Thema.
Nach einem Vortrag 1972 auf dem jährlichen Treffen der American Association for the Advancement of Science wurde eine humoristische Bemerkung Schneiders zu o. g. Thema am Folgetag von dem renommierten Wissenschaftsjournalisten Walter Sullivan in der New York Times zitiert, wodurch Schneider ungewöhnlich früh in seiner Karriere öffentliche Aufmerksamkeit erhielt. Ab diesem Zeitpunkt befasste er sich damit, wie man sowohl die Dringlichkeit als auch die Unsicherheiten in Bezug auf die Globale Erwärmung der Öffentlichkeit vermitteln kann, ohne dabei zu über- oder untertreiben. Über seine Erfahrungen hiermit berichtete er in seinem Buch Science as a Contact Sport: Inside the Battle to Save Earth's Climate.

### Rolle der Wolkenbildung
Im Jahr 1972 erhielt Schneider ein Stipendium für Post-Doktoranden und wechselte an das National Center for Atmospheric Research (NCAR) in Boulder (Colorado), wo er von 1973 bis 1996 fest angestellt war. Dort war er nach seiner Zeit als Fellow im Advanced Study Program Vorsitzender des Programms und in den 1980er Jahren als Senior Scientist am NCAR tätig., wo er unter anderem das Climate Project des NCAR mitbegründete.
Neben seinen Arbeiten zu Aerosolen befasste sich Schneider ab den frühen 1970er Jahren auch mit der Rolle der Wolkenbildung als klimatischem Feedbackmechanismus. Er wies darauf hin, dass nicht nur die Veränderung der Menge der Wolken, sondern bereits sehr geringe Veränderungen in der Höhe der Wolken bedeutsame klimatische Veränderungen zur Folge haben. Schneider war der erste, der anhand einer sehr detaillierten Schätzung des Strahlungstransfers zeigen konnte, dass dieser Feedbackmechanismus eine wesentliche Quelle der Unsicherheit in Klimavorhersagen ist. Seine Schätzungen bezüglich der Stärke des abkühlenden Effekt von Wolken wurden in nachfolgenden Untersuchungen bestätigt.

### Rolle der Ozeane
Ab Anfang der 1980er Jahre befasste sich Schneider – zunächst gemeinsam mit Starley Thompson, später mit Danny Harvey – mit der Rolle der Ozeane bei der Modulierung der anthropogenen globalen Erwärmung, einer bis dahin kaum untersuchten Frage. Sie konnten zeigen, dass ein langsamer Wärmetransfer in die tieferen Schichten des Ozeans eine Verzögerung klimatischer Veränderungen um eine Dekade oder mehr zur Folge hat. Ozeane haben nicht überall dieselbe Tiefe und bedecken nicht in jeder Tiefe dieselbe Bodenfläche, was zu regional unterschiedlichen Raten der Verzögerung der Reaktion des Klimasystems auf Treibhausgase führe. Die resultierenden Temperaturgradienten könnten sich wiederum auf die atmosphärische Zirkulation auswirken.

### Methodische Aspekte der Klimamodellierung
Parallel zu inhaltlichen Vorhersagen beschäftigte sich Schneider in den 1970er Jahren auch mit methodisch-statistischen Aspekten der Klimamodellierung, insbesondere mit dem Signal-Rausch-Verhältnis. So ist jedes „Signal“ – etwa ein kohärentes, sich langsam entwickelndes Erwärmungs-Signal in Reaktion auf den durch den Menschen verursachten allmählichen Anstieg der Treibhausgaskonzentration – eingebettet in das starke „Hintergrundrauschen“ der natürlichen Klimavariabilität. Schneider und seine Kollegen befassten sich etwa mit der Frage, wie „laut“ das Signal sein muss, damit es vom Rauschen unterscheidbar ist, und welche Strategien sinnvoll sind, um das Signal-Rausch-Verhältnis zu verbessern. Dabei nutzte er u. a. die Methode des „Ensemble Averaging“. In diesem Zusammenhang befasste er sich auch mit der Frage, wann und wo man nach den ersten Anzeichen für die anthropogene globale Erwärmung schauen sollte, und wies auf die Notwendigkeit zeit-abhängiger Simulationen mit einem gekoppelten Atmosphären-Ozean-Modell hin, das die Geographie und den CO2-Anstieg realistisch darstellt. Diese ersten Arbeiten zu diesem Thema begründeten ein eigenes Forschungsfeld, und viele der damaligen Erkenntnisse waren 40 Jahre später noch relevant.

### Climatic Change
Im Jahr 1975 gründete Schneider die Fachzeitschrift Climatic Change – die bis dahin erste Fachzeitschrift zum Klimawandel – deren Herausgeber er bis zu seinem Tode war. Zudem war er an der Gründung der Sektion Sustainability Science der Fachzeitschrift Proceedings of the National Academy of Sciences (PNAS) beteiligt.

### Mögliche Auswirkungen eines Atomkriegs auf das Klima
In den frühen 1980er Jahren wurden die ersten Artikel veröffentlicht (u. a. von Paul R. Ehrlich, John P. Holdren und Paul Crutzen), die die potentiellen klimatischen und ökologischen Konsequenzen eines Nuklearkriegs zum Thema hatten. Durch seine Arbeiten zu Aerosolen war Schneider in der Lage, die klimatischen Auswirkungen von unkontrollierbaren Bränden zu berechnen, die durch eine Nuklearexplosion entfacht werden würden. Zudem bezog er, ausgehend von seinen früheren Arbeiten, die Auswirkungen der Ozeanzirkulation in seinen Klimamodelle mit ein. Dies führte dazu, dass Schneider und seine Arbeitsgruppe nicht wie andere Autoren einen nuklearen Winter (mit einem Temperaturabfall um 25 – 30 °C) vorhersagte, sondern nur einen „nuklearen Herbst“ mit einem Temperaturabfall um 5 – 15 °C.

### Wechsel nach Stanford
Seit 1992 war Schneider Professor an der Stanford University. Dort gründete er gemeinsam mit 60 Kollegen das interdisziplinäre Environmental Institute.  Er hatte eine „Melvin and Joan Lane“ Professur für interdisziplinäre Umweltwissenschaften und eine Professur an der Abteilung für Biologie. Zudem war er „Senior Fellow“ des Woods Instituts für Umweltwissenschaften und hatte eine zusätzliche Professur an der Abteilung für zivile und Umweltingenieurwissenschaften.

### Kommunikation statistischer Unsicherheit
Er begann, sich mit der Kommunikation der statistischen Unsicherheit sowie der öffentlichen Wahrnehmung der Risiken der globalen Erwärmung zu befassen, vor allem im Kontext der Unsicherheiten bei der Modellierung der Wechselwirkungen von menschlichen und natürlichen Systemen und trug auch zu einer einheitlichen Beschreibung der Behandlung von Unsicherheit im IPCC-Prozess bei.

### IPCC und politische Beratung
Schneider war langjähriger Mitarbeiter des Weltklimarates IPCC, der im Jahr 2007 gemeinsam mit Al Gore den Friedensnobelpreis erhielt. Ab dem ersten Sachstandsbericht als Autor beteiligt, war er von 1994 bis 1996 Leitautor in der Arbeitsgruppe I für den zweiten Sachstandsbericht, sowie von 1997 bis 2001 koordinierender Leitautor der Arbeitsgruppe II für den dritten Sachstandsbericht. Auch am vierten Sachstandsbericht war er als koordinierender Leitautor der Arbeitsgruppe II sowie an der Erstellung des zusammenfassenden Berichts („Synthesis Report“) beteiligt.
Schneider beriet zudem US-Bundesbehörden und/oder das Weiße Haus unter den Regierungen von Richard Nixon, Gerald Ford, Jimmy Carter, Ronald Reagan, George H. W. Bush, Bill Clinton, George W. Bush und Barack Obama.

### Krebserkrankung und Privates
Im Jahr 2001 wurde bei Schneider eine seltene Form des Non-Hodgkin-Lymphoms (Mantelzelllymphom) diagnostiziert. Über seine Erfahrungen mit der Krebsbehandlung berichtete Schneider in seinem im Jahr 2005 erschienenen Buch The Patient from Hell.
Er starb im Jahr 2010 auf einem Flug von Göteborg nach London, auf der Rückreise von einer Konferenz auf der schwedischen Insel Käringön, im Alter von 65 Jahren an einem Herzinfarkt.
Schneider war zuletzt mit der Biologin Terry Root verheiratet, mit der er auch wiederholt zusammenarbeitete. Er hatte einen Sohn und eine Tochter aus einer früheren Ehe.

## Auszeichnungen und Mitgliedschaften
Im Jahr 1992 erhielt er den „MacArthur Fellowship“-Preis für seine Beiträge zur Kommunikation der globalen Erwärmung. Von 1999 bis 2001 war er Vorsitzender der Sektion Atmosphären- und Hydrosphärenwissenschaft der American Association for the Advancement of Science. 1998 wurde er zum auswärtigen Mitglied der Academia Europaea gewählt. Im Jahr 2002 wurde er in die US National Academy of Sciences aufgenommen. 2003 erhielt er, gemeinsam mit seiner Frau, den National Conservation Achievement Award der National Wildlife Federation.
Seit seinem Tod fanden verschiedene Veranstaltungen in Gedenken an Stephen Schneider statt. Bei einer Gedenkfeier im Dezember 2010 sprachen unter anderem John Holdren und Naomi Oreskes. Schneiders Ehefrau, Terry Root, veranstaltete gemeinsam mit Benjamin Santer, Jean-Pascal van Ypersele und anderen im August 2011 ein dreitägiges Stephen H. Schneider Symposium am National Center for Atmospheric Research. Seit 2013 findet an der Stanford University jährlich eine Steven Schneider Memorial Lecture statt. Zu diesem Anlass sprachen im Jahr 2013 Al Gore und im Jahr 2014 Lisa P. Jackson.
Im Juli 2014 wurde bekannt gegeben, dass Schneider in die California Hall of Fame des California Museums aufgenommen wird.
Der Weltklimarat IPCC widmete Stephen Schneider den Synthesebericht seines fünften Sachstandsberichtes. Schneider wird darin als „einer der führenden Klimawissenschaftler unserer Zeit“ bezeichnet, und seine große Bedeutung für den Weltklimarat dargestellt.
Nach Schneider wurde der Stephen H. Schneider Award benannt, der für „herausragende Klimawissenschaftskommunikation“ vergeben wird. Preisträger sind u. a. James E. Hansen, Nicholas Stern, Naomi Oreskes und Michael E. Mann.

## Schneiders Rolle in der Klimakommunikation
Als die globale Erwärmung nach der Hitzewelle im Jahr 1988 ins öffentliche Interesse rückte, gab Schneider viele Interviews. Dabei war er zunehmend frustriert über die häufig stark verkürzte Darstellung komplexer Sachverhalte in den Medien. In einem Interview mit Jonathan Schell, das im Oktober 1989 in der populärwissenschaftlichen Monats-Zeitschrift Discover veröffentlicht wurde, äußerte er:

„On the one hand, as scientists we are ethically bound to the scientific method, in effect promising to tell the truth, the whole truth, and nothing but – which means that we must include all doubts, the caveats, the ifs, ands and buts. On the other hand, we are not just scientists but human beings as well. And like most people we’d like to see the world a better place, which in this context translates into our working to reduce the risk of potentially disastrous climate change. To do that we need to get some broad based support, to capture the public’s imagination. That, of course, means getting loads of media coverage. So we have to offer up scary scenarios, make simplified, dramatic statements, and make little mention of any doubts we might have. This “double ethical bind” we frequently find ourselves in cannot be solved by any formula. Each of us has to decide what the right balance is between being effective and being honest. I hope that means being both.“

„Einerseits sind wir als Wissenschaftler ethisch an die wissenschaftliche Methode gebunden, d. h. die Wahrheit zu sagen, die ganze Wahrheit und nichts als das - einschließlich all unserer Zweifel, Vorbehalte, Wenns, Unds, und Abers. Andererseits sind wir nicht nur Wissenschaftler, sondern auch menschliche Wesen. Und wie die meisten Menschen würden wir die Welt gerne als besseren Ort sehen, was in diesem Kontext bedeutet, dass wir das Risiko eines potentiell katastrophalen Klimawandels verringern wollen. Um das zu tun benötigen wir eine breite Unterstützung, wir müssen die Öffentlichkeit dazu bringen, sich eine Vorstellung davon zu machen. Dazu sind viele Medienberichte notwendig. Also müssen wir ängstigende Szenarien liefern, einfache, dramatische Äußerungen machen, und Zweifel, die wir vielleicht haben, wenig erwähnen. Diese „ethische Doppelbindung“, in der wir uns oft befinden, kann durch keine Formel gelöst werden. Jeder von uns muss entscheiden, was das richtige Gleichgewicht ist zwischen effektiv sein und ehrlich sein. Ich hoffe, dass es auf beides hinausläuft.“

Die Detroit News veröffentlichte in Folge am 22. November 1989 einen Artikel, in das genanntem Interview zitiert wurde, jedoch nur ausschnittsweise und sinnverzerrend – wobei unter anderem Schneiders letzter Satz weggelassen wurde. Schneider schrieb eine Richtigstellung, die einen Monat später veröffentlicht wurde. In der Zwischenzeit wurde das selektiv gekürzte Zitat jedoch vielfach weiter zitiert. Als Folge davon wurde Schneider in den folgenden 15 Jahren immer wieder vorgeworfen – zum Beispiel von dem Wirtschaftswissenschaftler und Mitglied des Cato Institute Julian L. Simon –, dass er es mit der Wahrheit nicht so genau nehme und Übertreibungen befürworte.
Nachdem Schneider im Jahr 2009 sein Buch Science as a Contact Sport: Inside the Battle to Save the Earth’s Climate veröffentlicht und sich in einem Interview zum Hackerzwischenfall am Klimaforschungszentrum der University of East Anglia geäußert hatte, wurde er während einer Pressekonferenz auf der UN-Klimakonferenz in Kopenhagen 2009 von einem Unbekannten, der unerlaubt die Bühne betreten hatte mehrfach angeschrien, ob er das Löschen von Daten befürworte. Schneider berichtete im Sommer 2010, er habe Hunderte „Hass“-E-Mails mit zum Teil bedrohlichem Inhalt erhalten.

## Werke (Auswahl)
- mit Michael D. Mastrandrea (2010), Preparing for Climate Change, MIT Press, ISBN 0-262-01488-2
- Stephen H. Schneider, Armin Rosencranz, Michael D. Mastrandrea und Kristin Kuntz-Duriseti (Hrsg.): Climate Change Science and Policy,  Island Press, Washington, D.C. 2009
- Science as a Contact Sport: Inside the Battle to Save the Earth’s Climate, 2009, ISBN 978-1-4262-0540-8
- mit Janica Lane, The Patient from Hell: How I Worked with My Doctors to Get the Best of Modern Medicine and How You Can Too. Da Capo Lifelong Books 2005
- Stephen H. Schneider, Armin Rosencranz, John O. Niles (Hrsg.): Climate Change Policy: A Survey, Island Press 2002
- Stephen H. Schneider und Terry L. Root (Hrsg.): Wildlife Responses to Climate Change: North American Case Studies, Island Press 2001
- Laboratory Earth: the Planetary Gamble We Can’t Afford to Lose, HarperCollins 1997
- Stephen H. Schneider (Hrsg.): Encyclopedia of Climate and Weather, Oxford University Press 1996
- Stephen H. Schneider, Penelope J. Boston (Hrsg.): Scientists on Gaia, MIT Press 1992
- Global Warming: Are We Entering the Greenhouse Century?, Sierra Club Books 1989
- mit Randi Londer, Coevolution of Climate and Life, Sierra Club Books 1984
- mit Lynne E. Mesirow, The Genesis Strategy: Climate and Global Survival, Plenum Pub Corp. 1976